# 수은

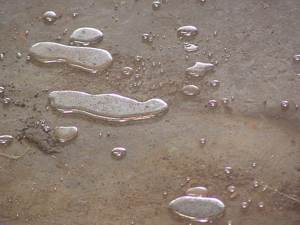

수은(水銀←일본어: 水銀 수이긴[*], 영어: Mercury; Quicksilver 머큐리; 퀵실버[*])은 화학 원소로 기호는 Hg(←라틴어: Hydrargyrum 히드라르기룸[*]), 원자 번호는 80이다. 무겁고 은색의 전이 금속으로, 수은은 섭씨 30도 부근에서 액체 상태인 네가지 원소 중 하나이다(나머지 셋은 금속인 세슘, 갈륨과 비금속인 브로민이다.). 진사에서 주로 얻을 수 있기도 하다. 수은 원자에 고속의 베릴륨 원자를 충돌시키면 양성자가 하나 날아가서 금 원자를 만들 수 있지만 1년동안 동일한 작업을 한다고 해도 단 0.18mg의 금만을 만들 수 있기 때문에 채산이 맞지 않아 사용되지 않는다.
상온에서 액체인 금속으로 은백색의 금속광택이 나는 무거운 액체이다. 수은의 밀도는 철보다 높아, 수은 위에 철이 떠다닐 수 있다. 고체로 만들면 주석처럼 백색의 금속광택을 띠며, 전성, 연성이 크다. 즉 쉽게 늘어나고 쉽게 펴지는 성질이 있다. 수은은 철·니켈·코발트·마그네슘 등을 제외한 대부분의 금속과 합금을 만들 수 있는데 이를 아말감이라 한다. 이 특성을 이용해서 금 광석에서 금을 추출할 때 사용하기도 하며, 철과는 합금을 만들지 않는다는 특성을 이용해 수은을 보관하는 용기는 철로 만든다. 염산에는 녹지 않지만, 질산에는 녹아 질산수은이 된다. 공기 중에서는 건조할 경우에는 안정하지만 습한 공기 중에서는 표면이 산화하여 회색 피막이 생긴다. 300 °C 이상에서 산화수은이 되고, 400 °C를 넘으면 다시 분해하여 수은이 된다. 또 황과 서로 문지르면 쉽게 황화수은이 된다. 그래서 만약 수은을 이용한 제품(수은 온도계, 수은 혈압계 등)을 깨서 수은이 유출되었을 때 황을 뿌려 독성이 적은 황화수은을 만들어 대처할 수 있다. 황화수은은 "주사" 라고 불리기도 한다. 수은을 얻기 위한 가장 쉬운 방법 으로는 주사(황화수은)을 가열하여 액체 상태의 수은을 얻는 방법이 있다. 

## 수은의 팽창률
수은은 팽창률이 크며, 또한 온도가 변해도 팽창률이 거의 일정하다. 그래서 수은은 온도계를 만드는 데 많이 사용된다. 온도계는 온도에 따른 물질의 부피 변화를 이용하여 만드는 것으로, 주변의 온도가 높아지면 수은의 부피가 커져 수은 막대의 높이가 높아진다. 따라서 온도계 상의 높은 숫자를 가리키게 되는 것이다. 수은은 팽창률이 크기 때문에 온도 변화에 따른 수은 막대의 높이 변화가 눈에 잘 보이며, 팽창률이 넓은 온도 범위에서 일정하기 때문에 눈금을 정확히 가리킬 수 있다는 장점이 있다. 다른 용도로 기압계 등의 과학 기구에 사용된다. 그러나 수은 온도계는 의료용이나 과학 실험 등에서 독성이 있어 안전한 알코올 온도계나 디지털 온도계 등으로 점차 바뀌어가고 있다.

## 수은의 표면장력
수은은 표면장력이 매우 큰 물질로, 15 °C에서 물의 표면장력이 0.0735 N/m(뉴턴 퍼 미터)인데 비해 수은의 표면장력은 무려 0.487N/m에 이른다. 때문에 수은 방울을 유리 위에 떨어뜨리면 구형에 가깝게 뭉쳐 있는 것을 볼 수 있다.
또한 유리 표면과 수은과의 부착력이 수은의 응집력보다 약해, 메니스커스의 모양은 물과 달리 볼록한 모양을 띤다.
모세관 현상 또한 수은에서는 다르게 일어나는데, 이 또한 수은의 응집력이 부착력보다 큰 까닭이다.

## 수은 중독
수은은 중금속이라서 중독을 발생시키는 물질이다. 수은은 증발하기 쉬워 무색의 기체를 만든다. 따라서 수은이 유출되었을 때는 신속한 대처가 필요하다. 수은 기체는 더 인체에 흡수되기 쉬우며 또한 무색무취이므로 수은 기체를 감지하기 어렵기 때문에 굉장히 위험하다. 일반적으로 생선의 섭취나 물, 흙 등을 통해 수은이 체내로 들어오는데, 이런 일을 되풀이하면 몸에서 수은 중독 증세가 일어나서 미나마타병이 생기게 된다. 수은은 신경계를 망가뜨려서 언어 장애, 운동 장애 등이 나타나고 심하면 사지 마비를 일으킬 수도 있다. 수은을 이용한 합금인 아말감은 치과 재료로 쓰이며, 수은전지도 아직까지 쓰인다. 그래서 인류는 수은 중독에서 완전히 벗어나지 못했다. 물고기는 몸안에 수은을 쉽게 쌓는데, 먹이사슬 위쪽으로 갈수록 수은이 더 많이 쌓인다. 그래서 먹이사슬 정점인 상어나 참치, 사람 같은 생명체에게는 수은이 가장 많이 쌓인다. 참치의 하루 권장량은 하루에 300g 정도인데, 이 또한 수은 중독을 미연에 방지하기 위한 것이다. 그리고 수은 뿐 아닌 중금속이 몸 안으로 들어오면 배출이 쉽지 않기 때문에, 최대한 수은 등의 중금속과 접촉하지 않는 것이 좋다. 만약 수은이 체내로 들어왔을 때는 수은과 결합하는 킬레이트(BAL, DMPS, 페니실라민 등)를 근육주사 혹은 정맥주사하여 몸 밖으로 배출시킨다. BAL의 경우 수은 뿐 아닌, 다양한 중금속 중독에도 처방된다.
일례로 진시황은 영생을 위해 불로초를 찾으려고 했으나 불로초는 없었으며, 그의 주치의들은 수은을 처방하게 되어 진시황은 불로초 대신 영생불멸의 물질로 수은을 사용하게 되었다. 수은은 소량 섭취 시 일시적으로 피부가 팽팽해져 진시황은 수은을 불로장생약으로 믿게 되었던 것이다. 그 당시 수은은 아주 귀하여 금이나 은과 같은 귀금속과 같았는데 중국을 통일한 진시황은 전국의 수은을 모아 수은으로 연못을 만들어 놓고 수은을 먹고 얼굴에 발라 결국 수은 중독으로 코가 썩고 정신병이 생겨 폭정을 거듭하다 마침내 최측근 경호 무사들에게 살해당했다는 기록이 있다.

## 수은 화합물
수은 화합물은 여러 종류가 있다. 수은 화합물은 유기 수은 화합물과 무기 수은 화합물로 나눌 수 있는데, 유기 수은 화합물은 그 독성이 매우 강하다.
무기 수은 화합물의 예로는, 황화수은, 염화수은, 산화수은 등이 있으며, 유기 수은 화합물의 예로는 메틸수은, 에틸수은 등이 있다. 유기 수은 화합물의 독성은 일반적으로 무기 수은 화합물보다 더 강한데, 그 까닭은 유기 수은 화합물은 피부를 통해 쉽게 흡수될 뿐더러, 혈뇌장벽을 쉽게 통과하기 때문이다. 주로 수은에 중독되는 경로는, 생선에 축적된 메틸수은을 통해 흡수되는데, 이 메틸수은은 적은 양으로도 신체에 지대한 영향을 미치기 때문에 각별한 주의가 필요하다.
수은 화합물은 산업 전반에 여러 용도로 사용되며, 백신에서도 수은을 이용한 방부제가 들어간다. 바로 '티메로살'(혹은 치메로살) 이라는 방부제인데, 백신에는 0.012w/v% 이하로 함유되어야 한다. 티메로살은 인체에 들어가 수은 중독을 일으키지 않으며, 오히려 티메로살이 들어있지 않다면 백신이 변질되어 더 큰 부작용을 낳을 수 있다. 

## 역사
고대로부터 알려진 중요한 금속으로, 중국·인도 등에서도 많이 사용되었으며, BC 1500년경의 이집트의 분묘에서도 발견되었으며 진시황릉을 지을 때 물 지형을 표현하려고 쓰기도 했다. 진사를 태워 수은을 추출하는 일에 대해서는 BC 300년경 로마의 테오프라스투스에 의하여 처음으로 확실하고 상세한 보고가 기록되었으며, 6세기 말경에는 금의 광석에서 금을 추출하는 데에 이미 수은이 이용되었다.
수은이 액체라는 점과, 여러 가지 금속을 녹여 아말감을 만든다는 점은 특히 연금술사들에게 주목을 받았다. 즉, 수은은 모든 금속의 공통 성분이며, 수은의 함유량을 변화시킴으로써 어떤 금속을 다른 금속으로 바꿀 수 있다고 생각하였던 것이다.
라틴어로 'hydrargyrum'이라고 하며, 이것은 그리스어의 물을 뜻하는 'hydr'와 은을 뜻하는 'argyros'에서 만들어진 말이다. 라틴어로는 'mercurium'이라고도 하는데, 이것은 중세 유럽에서 금·은·수은·구리·철·주석·납의 7종을 태양계에 속하는 별인 태양·달·수성·금성·화성·목성·토성에 대응시켰는데, 수은은 수성을 뜻하는 'mercury'와 관계가 있다고 하여 명명된 것이다. 영어의 'mercury'와 프랑스어의 'mercure'는 이 말에서 연유한다.

## 같이 보기
- 수은 중독
- 어류의 수은 농축